# Tovarnianska Polianka
Tovarnianska Polianka es un municipio del distrito de Vranov nad Topľou en la región de Prešov, Eslovaquia, con una población estimada a final del año 2024 de 102 habitantes.
Se encuentra ubicado en el centro-sur de la región, cerca del río Topľa (cuenca hidrográfica del río Tisza) y de la frontera con la región de Košice.

## Demografía
| Año        | 1994 | 2004     | 2014     | 2024    |
| ---------- | ---- | -------- | -------- | ------- |
| Población  | 138  | 124      | 111      | 102     |
| Diferencia |      | −10,14 % | −10,48 % | −8,10 % |

| Año        | 2023 | 2024    |
| ---------- | ---- | ------- |
| Población  | 105  | 102     |
| Diferencia |      | −2,85 % |